# Philippe Le Hardy de Beaulieu
Philippe Le Hardy de Beaulieu vikomt (Wavre, 1887. október 27. – Brüsszel, 1922. november 22.) olimpiai ezüstérmes belga vívó.

## Sportpályafutása
Párbajtőr és kard fegyvernemekben is versenyzett, de nemzetközi szintű eredményeit párbajtőrvívásban érte el.